# Потокове виробництво
Потокове виробництво (англ. Mass production, flow production) — прогресивний спосіб організації виробництва, що характеризується розчленуванням виробничого процесу на окремі, відносно короткі операції, що виконуються на спеціально обладнаних, послідовно розташованих робочих місцях — потокових лініях.

## Ознаки потокового виробництва
- Розташування робочих місць відповідно до процесу і часу
- Ритмічне виконання виробничих операцій
- Узгодженість і одночасність виконання різних операцій
- Вузька спеціалізація робочих місць за операціями
- Високий ступінь безперервності виробничого процесу
- Паралельність здійснення операцій технологічного процесу

## Переваги потокового виробництва
- підвищення продуктивності праці;
- скорочення тривалості виробничого циклу;
- зменшення заділів незавершеного виробництва і прискорення оборотності оборотних коштів;
- підвищення якості виробів, зниження дефектності;
- зниження собівартості виробів.